# Moa Martinson
Moa Martinson (nascuda Helga Maria Swartz) (1890-1964) va ser una escriptora sueca. Va publicar vint novel·les sobre la dura vida quotidiana de la dona en la indústria i al camp, i es considera una de les poques dones importants en la literatura proletària sueca dels anys 30.
Filla d'una minyona i treballadora industrial i de pare desconegut, va passar la infància seguint la seva mare i el padrastre que treballaven en diferents llocs de Suècia. Va anar només sis anys a l'escola. El 1906 es va formar en la preparació de menjars freds, i va fer aquesta feina en diversos restaurants a Suècia, fins que va conèixer l'obrer Karl Johansson, amb qui entre els anys 1910 i 1916 va tenir 5 fills. Es van casar el 1922.
El primer text seu que es va publicar era una carta enviada a l'editor del diari anarquista Arbetaren. La carta, publicada el 1922, comentava un article de la feminista Elise Ottesen-Jensen (Ottar), en que Ottersen Jensen criticava les dones de la classe obrera per no involucrar-se gaire en la política. Així es va iniciar una col·laboració amb Arbetaren en que escriví circa 100 articles, sobretot en la secció per a dones que dirigia Ottar. En els propers anys va publicar articles, poemes i contes en altres diaris d'esquerra, anarquistes i feministes. El 1925 els seus dos fills més petits es van ofegar, i dos anys més tard, el seu marit es va suïcidar. El 1929, es va casar amb l'escriptor suec Harry Martinson, Premi Nobel de Literatura el 1974, del qual es va divorciar oficialment el 1940.
La primera novel·la que va publicar, Kvinnor och äppelträd (Dones i pomeres) (1933), és la història de dues dones joves de classe treballadora que viuen al camp, i té molts trets autobiogràfics. Sallys söner n'és la continuació.
Entre els seus llibres, destaca la trilogia autobiogràfica, la qual era sol·licitada per cues de lectors a les biblioteques públiques. Narra en les dues primeres parts la infància de la nena Mia, junt a una mare idealitzada i un padrastre maltractador i alcohòlic, i en la tercera part l'adolescència, l'entrada al món laboral i el despertament polític de la noia.:
- Mor gifter sig (La mare es casa, 1936)
- Kyrkbröllop (Casament a l'església, 1938)
- Kungens rosor (Les roses del rei, 1939)